# Агости, Гвидо
Гвидо Агости (итал. Guido Agosti; 11 августа 1901, Форли — 2 июня 1989, Милан) — итальянский пианист и музыкальный педагог.
Учился в Болонье у Ферруччо Бузони, Бруно Муджеллини и Филиппо Ивальди, затем изучал композицию под руководством Джакомо Бенвенути. Быстро отказался от концертной карьеры из-за нервных проблем, обратившись преимущественно к педагогике: преподавал в консерваториях Венеции, Рима, Милана, Академии Киджи, Веймарской Высшей школе музыки, Академии Сибелиуса; среди учеников Агости, в частности, Мария Типо, Урсула Оппенс, Хэмиш Милн, Йонти Соломон, Пэк Кон У, Эммануил Красовский. В 1967 г. возобновил концертные выступления, особенно в ансамбле с виолончелистом Энрико Майнарди, флейтистом Северино Гаццеллони, Римским квартетом. Записал сонаты Бетховена и прелюдии Дебюсси.
Переложил для фортепиано (1934) несколько номеров из балета Игоря Стравинского «Жар-птица».
Для Агости написана фортепианная соната Эрнеста Блоха (1935).

## Награды
Член Королевской Академии в Лондоне , в 1976 году он стал вице-президентом  Национальной академии Святой Цецилии в Риме, должность, которую он занимал до своей смерти.
В 1977 году власти города Форли наградили его золотой медалью за художественный вклад в развитии  культуры. 